# Нотбек, Павел Карлович
Павел Карлович Но́тбек (1824—1877) — русский архитектор немецкого происхождения, академик архитектуры (с 1858) и почётный вольный общник (с 1862) Императорской Академии художеств.

## Биография

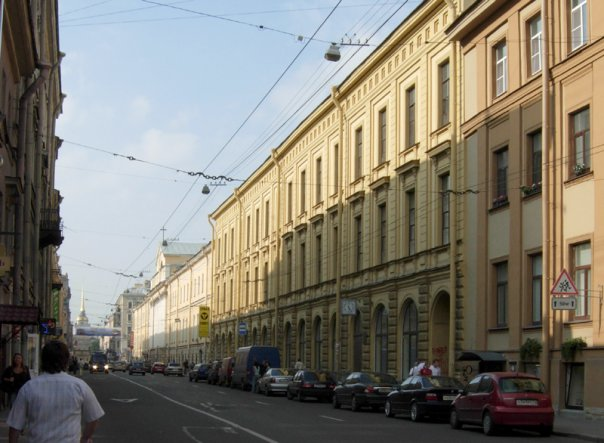
Здание Александровской женской гимназии
(школа № 211, Гороховая улица, 20)

Учился в Главном немецком училище с 1839 по 1842 год. Художественное образование получил в Императорской академии художеств, под руководством профессора К. А. Тона. В течение учёбы получал награды Академии: малая серебряная медаль (1846), большая серебряная (1847), малая золотая (1848) за «проект церкви». Окончил курс Академии (1849) с большой золотой медалью за проект «дока с биржей, таможней и пакгаузами», получив в  том же году звание художника XIV класса. Был отправлен на четыре года, в качестве пенсионера Академии художеств, за границу (1850).
Посетив Германию, Францию и Италию, Нотбек прибыл в Испанию для изучения сохранившихся там памятников мавританской архитектуры. В Гранаде он до такой степени пленился красотой и своеобразностью дворца Альгамбры, что, не довольствуясь изготовлением рисунков разных частей и детальных украшений этого здания, задумал сделать модель одной из лучших его зал, известной под названием залы «двух сестер». Это предприятие было доведено до конца лишь через десять лет. При этом художником были изготовлены и модели других частей дворца, в частности, залы Абенсарахов. За этот труд Нотбек получил звание академика (в 1859 году) и почётного вольного общника (1862). Коллекция «Модели Альгамбры» была приобретена Академией художеств, составив часть академического музея. Нотбеку, кроме вознаграждения в размере стоимости коллекций, была назначена  пожизненная пенсия в 2500 руб. за 10-летний труд по созданию коллекции.
С 1864 года занимал в Санкт-Петербурге должность архитектора по переустройству казённых зданий под тюрьмы, служил в Техническо-строительном комитете Министерства внутренних дел (с 1865), позднее был архитектором Павловского института. В ноябре 1875 года был командирован в Привислинский край «для занятий по церковно-строительному делу». Статский советник.
Скончался 30 августа (11 сентября) 1877 года. 

## Проекты и постройки
- Здание Александровской женской гимназии. Гороховая улица, 20 (1869)[4][5];
- Домовая церковь Воспитательного дома. Набережная Мойки, 52 (1871—1872);
- Доходный дом. Средний проспект, 19 (1873)[6].